# Shantel VanSanten
Shantel Yvonne VanSanten, född 25 juli 1985 i Luverne, Minnesota, USA, är en amerikansk skådespelerska och modell, mest känd från Sports Illustrated Swimsuit Model Search. Hon är även känd för sina roller i You and I, The Final Destination och One Tree Hill. VanSanten har varit med i One Tree Hill säsong 7, 8 och 9, hon spelar Quinn James, en av huvudrollerna. 

## Filmografi
| År         | Film                  | Roll                | Övrigt                            |
| ---------- | --------------------- | ------------------- | --------------------------------- |
| 2010       | Something Wicked      | Christine           | Filmar                            |
| 2009       | The Final Destination | Lori Milligan       |                                   |
| 2009       | You and I             | Janie Sawyer        |                                   |
| 2009       | In My Pocket          | Sophie              |                                   |
| 2008       | The Open Door         | Öppningsscen dotter |                                   |
| 2007       | Spellbound            | Hej dejt            | TV-film                           |
| 2006       | Savage Spirit         | Lori                |                                   |
| 2005       | Three Wise Guys       | Vacker tjej         | TV-film                           |
| Television |                       |                     |                                   |
| År         | Titel                 | Roll                | Övrigt                            |
| 2009       | One Tree Hill         | Quinn James         |                                   |
| 2009       | CSI: NY               | Tara Habis          | Avsnitt: "She's Not There"        |
| 1999       | Steel Angel Kurumi    | Kaori               | Andra namn: Kôtetsu tenshi Kurumi |